# Unità equivalente a quaranta piedi
L'unità equivalente a quaranta piedi o FEU (acronimo di fourty-foot equivalent unit), è la misura standard di volume nel trasporto dei container ISO, e corrisponde a circa 76 metri cubi d'ingombro totale.
Le dimensioni esterne del contenitore ISO sono: 40 ft  (12,2 m) di lunghezza  x 8 ft  (2,4 m) di larghezza x 8,5 ft  (2,6 m) di altezza. Il suo volume esterno è di 2.720 piedi cubi, equivalenti a 77,02 m³, mentre la sua capacità è di 2.330,8 piedi cubi, equivalenti a 66 m³. Il peso massimo del contenitore è approssimativamente di 48.000 kg ma sottraendo la tara (o peso a vuoto), il carico sulla parte interna può arrivare a 43.200 kg.
La maggior parte dei container hanno lunghezze standard rispettivamente di 20 e di 40 piedi: un container da 20 piedi (6,1 m) corrisponde a 1 TEU, un container da 40 piedi (12,2 m) corrisponde a 2 TEU. Per definire quest'ultima tipologia di container si usa anche l'acronimo FEU (forty-foot equivalent unit, ovvero "unità equivalente a quaranta piedi").
Anche se l'altezza dei container può variare, questa non influenza la misura del TEU.
Questa misura è usata per determinare la capienza di una nave in termini di numero di container, il numero di container movimentati in un porto in un certo periodo di tempo, e può essere l'unità di misura in base al quale si determina il costo di un trasporto.